# Barnafoss
Barnafoss (isl. "wodospad dzieci") – wodospad w zachodniej Islandii, który tworzy na rzece Hvítá kilkustopniową kaskadę o łącznej wysokości 9 metrów.
Poniżej wodospadu Barnafoss do rzeki uchodzi seria wodospadów Hraunfossar. Okolice obu wodospadów są chronione od 1987 roku. W ich pobliże można dojechać drogą nr 518 z Reykholt. Pod względem administracyjnym położone są w gminie Borgarbyggð, w regionie Vesturland.
Nazwa wodospadu wiąże się z legendą o dwójce dzieci z pobliskiej farmy Hraunsás, które pozostały w domu, podczas gdy rodzice udali się do kościoła na nabożeństwo bożonarodzeniowe. Po powrocie okazało się, że dzieci zniknęły, a ich ślady urywają się w okolicach naturalnego mostu skalnego rozciągającego się nad wodospadem. Matka dzieci, która domyśliła się, że dzieci musiały spaść z mostu i utonąć w rzece nakazała zniszczenie mostu, tak by nikogo innego nie spotkał podobny los. Inne wersje legendy mówią o przekleństwie rzuconym na most, co sprawiło, że rozpadł się w trakcie trzęsienia ziemi. 
W sąsiedztwie znajdują się inne atrakcje turystyczne: farma Húsafell oraz jaskinie lawowe Víðgelmir, Surtshellir i Stefánshellir.